# Малинівка (станція метро)
53°50′59″ пн. ш. 27°28′29″ сх. д. / 53.84972° пн. ш. 27.47472° сх. д.
Мали́нівка (біл. Малі́наўка) — кінцева станція Московської лінії Мінського метрополітену, розташована за станцією «Петрівщина». Відкрита 3 червня 2014 року.

## Назва
Проєктна назва — «Університетська», через розташування неподалік філіалу Білоруського державного університету. Сучасна назва походить від мікрорайону «Малинівка».

## Виходи
Станція розташована під рогом проспекту Дзержинського і вулиці Єсеніна.

## Опис
Колонна трипрогінна мілкого закладення станція з однією прямою острівною платформою. В інтер'єрі переважають світлі фісташкові і зелені кольори, блакитна стеля підсвічується. Автор — скульптор Максим Петруль. На платформі розміщені лавки на 36 осіб. На станції заставлено тактильне покриття.

## Пересадки
- Автобуси: 28, 30с, 96, 97, 103, 104, 114с, 120э, 134с, 147, 147д
- Тролейбус: 10, 25

## Колійний розвиток
Станція з колійним розвитком - 6-стрілочні оборотні тупики в кінці лінії.

## Галерея

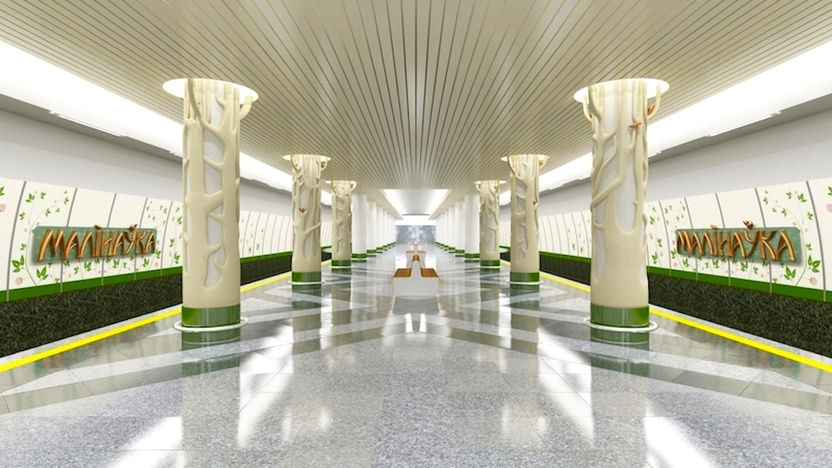
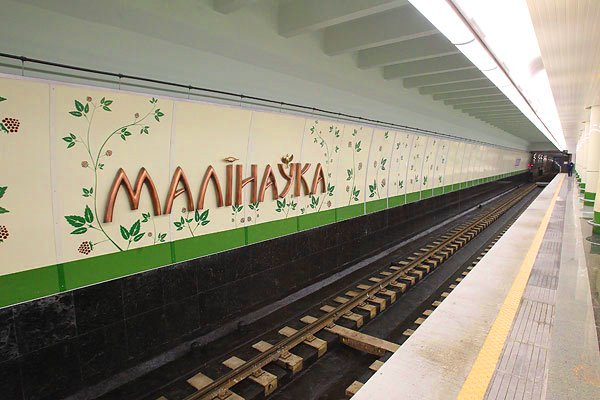